# George Sanders
George Sanders (Sant Petersburg, 3 de juliol del 1906 - Castelldefels, Baix Llobregat, 25 d'abril del 1972) fou un actor de cinema anglès.
Entre els seus nombrosos films, en els quals ha encarnat sovint un tipus de personatge dur, irònic i cerebral, cal esmentar Rebecca (1940), This Land is Mine (1943), The Picture of Dorian Gray (1945), Tot sobre Eva (1950, Oscar al millor actor secundari), That Kind of Woman (1959), A Shot in the Dark (1964), Trunk to Cairo (1965), Conspiració a Berlin (1966), etc.
Se suïcidà en un hotel de Castelldefels.

## Biografia
Sanders va néixer a Sant Petersburg (Rússia), i eren els seus pares de nacionalitat britànica. El 1917, quan tenia onze anys, la família va tornar al Regne Unit en iniciar-se la Revolució russa del 1917 i igual com el seu germà, va acudir al Brighton College, a Brighton. Després de la seva graduació, va treballar en una agència de publicitat. La secretària de la companyia, una aspirant a actriu anomenada Greer Garson, li va suggerir dedicar-se a l'actuació. El seu germà més gran, Tom Conway, també va ser actor, i Sanders posteriorment li va cedir el paper de "The Falcon", personatge literari central d'una saga de pel·lícules.
El seu debut cinematogràfic britànic va tenir lloc el 1934, i el 1936 va fer el seu primer paper als Estats Units, en la pel·lícula Lloyd's of London. El seu accent i delicadesa britànics combinats amb el seu aire amable, esnob i en certa manera amenaçador van ser utilitzats en el cinema americà al llarg de la següent dècada. Va representar papers secundaris en produccions de prestigi com Rebecca, en la qual agullonava la sinistra Judith Anderson (Mrs. Danvers), en la seva persecució a Joan Fontaine. També va tenir papers protagonistes, encara que en films menors com Rage in Heaven. En aquells anys, també va protagonitzar pel·lícules de les sèries basades en els personatges The Falcon i Simon Templar (El Sant). Igualment, va ser lord Henry Wotton en la versió filmada de The Picture of Dorian Gray. El 1947, va coprotagonitzar al costat de Gene Tierney i Rex Harrison el film El fantasma i la senyora Muir
El 1950, va tenir la seva actuació més coneguda i aconseguida en el paper del fred crític teatral Addison DeWitt en Tot sobre Eva, i guanyà l'Oscar al millor actor secundari per la seva interpretació.
Entrà al món de la televisió i va ser responsable de la sèrie d'èxit George Sanders Mystery Theatre. Sanders va interpretar un brivall anglès de l'alta societat en un episodi del 1965 de la sèrie The Man From U.N.C.L.E.. També va ser Mr. Freeze en dos episodis de la sèrie dels anys seixanta Batman.
Sanders va treure un disc titulat The George Sanders Touch: Songs for the Lovely Lady. Va arribar a intervenir en el musical South Pacific, però va deixar el paper al cap de poc temps, davant de la responsabilitat de la seva interpretació.
El 1940, es va casar amb Susan Larson, però es van divorciar el 1949. Del 1949 al 1954 va estar casat amb l'actriu hongaresa Zsa Zsa Gabor, de la qual es va divorciar. El 1959, es va casar amb l'actriu Benita Hume, i van romandre junts fins a la mort d'ella, el 1967. Finalment, es va casar amb Magda Gabor, germana de la seva segona dona, en un matrimoni que va durar un any.
Durant aquest període, va completar la seva autobiografia, Memoirs of a Professional Cad (Memòries d'un pocavergonya professional).
Sanders es va suïcidar al Gran Hotel Rey Don Jaime, a Castelldefels, amb una sobredosi de barbitúrics, deixant una nota en la qual atribuïa la seva acció al tedi. El seu amic David Niven recorda en la seva autobiografia que Sanders havia predit el seu suïcidi molt temps abans. La nota deia: "Estimat món: he viscut massa temps, prolongar-lo seria un avorriment. Us deixo amb els vostres conflictes, les vostres escombraries, i la vostra merda fertilitzant". Un dels últims papers de Sanders per al cinema va ser en la versió del 1972 de la popular sèrie de televisió Doomwatch.

## Filmografia
- Strange Cargo (1929)
- Love, Life and Laughter (1934)
- Dishonor Bright (1936)
- Dishonour Bright (1936)
- Find the Lady (1936)
- Lloyd's of London (1936)
- Strange Cargo (1936)
- The Man Who Could Work Miracles (1936)
- Things to Come (1936) (extra)
- Lancer Spy (1937)
- Love is News (1937)
- Slave Ship (1937)
- The Lady Escapes (1937)
- Four Men and a Prayer (1938)
- International Settlement (1938)
- Revolta a la muntanya (Allegheny Uprising) (1939)
- Confessions of a Nazi Spy (1939)
- Mr. Moto's Last Warning (1939)
- Nurse Edith Cavell (1939)
- So This is London (1939)
- The Outsider (1939)
- The Saint Strikes Back (1939)
- The Saint in London (1939)
- Bitter Sweet (1940)
- Foreign Correspondent (1940)
- Green Hell (1940)
- Rebecca (1940)
- The House of Seven Gables (1940)
- The Saint Takes Over (1940)
- The Saint's Double Trouble (1940)
- A Date with the Falcon (1941)
- Man Hunt (1941)
- Rage in Heaven (1941)
- Sundown (1941)
- The Gay Falcon (1941)
- The Saint in Palm Springs (1941)
- El fill de Monte Cristo (The Son of Monte Cristo) (1941)
- Her Cardboard Lover (1942)
- Quiet Please, Murder (1942)
- Son of Fury: The Story of Benjamin Blake (1942)
- Tales of Manhattan (1942)
- The Black Swan (1942)
- The Falcon Takes Over (1942)
- The Falcon's Brother (1942)
- Appointment in Berlin (1943)
- Paris After Dark (1943)
- The Moon and Sixpence (1943)
- They Came to Blow Up America (1943)
- This Land Is Mine (1943)
- Action in Arabia (1944)
- Summer Storm (1944)
- The Lodger (1944)
- Hangover Square (1945)
- The Picture of Dorian Gray (1945)
- The Strange Affair of Uncle Harry (1945)
- Escàndol a París (1946)
- The Strange Woman (1946)
- Forever Amber (1947)
- Lured (1947)
- El fantasma i la senyora Muir (The Ghost and Mrs. Muir) (1947)
- The Private Affairs of Bel Ami (1947)
- Samson and Delilah (1949)
- The Fan (1949)
- Tot sobre Eva (1950)
- Black Jack (1950)
- I Can Get It for You Wholesale (1951)
- Kentucky Jubilee (1951)
- The Light Touch (1951)
- Assignment-Paris (1952)
- Hold That Line (1952)
- Ivanhoe (1952)
- Call Me Madam (1953)
- Run for the Hills (1953)
- Viatge a Itàlia (1953)
- El rei Ricard i els croats (King Richard and the Crusaders) (1954)
- Testimoni d'un assassinat (Witness to Murder) (1954)
- Jupiter's Darling (1955)
- Els contrabandistes de Moonfleet (1955)
- Portrait for Murder (1955)
- The Big Tip Off (1955)
- The King's Thief (1955)
- The Scarlet Coat (1955)
- Death of a Scoundrel (1956)
- Ford Star Jubilee: You're the Top (1956)
- Never Say Goodbye (1956)
- That Certain Feeling (1956)
- While the City Sleeps (1956)
- The Seventh Sin (1957)
- That Kind of Woman (1958)
- From the Earth to the Moon (1958)
- Outcasts of the City (1958)
- The Whole Truth (1958)
- Salomó i la reina de Saba (Solomon and Sheba) (1959)
- That Kind of Woman (1959)
- A Touch of Larceny (1960)
- Bluebeard's Ten Honeymoons (1960)
- Cone of Silence (1960)
- The Last Voyage (1960)
- Village of the Damned (1960)
- Five Golden Hours (1961)
- Gli Invasori (1961)
- Le Rendez-Vous (1961)
- The Rebel (1961)
- In Search of the Castaways (1962)
- Operation Snatch (1962)
- Caire (1963)
- The Cracksman (1963)
- A Shot in the Dark (1964)
- Dark Purpose (1964)
- Last Plane to Baalbeck (1965)
- The Amorous Adventures of Moll Flanders (1965)
- The Billionaire (1965)
- The Golden Head (1965)
- Voyage to the Bottom of the Sea: The Traitor (1965)
- Conspiració a Berlin (The Quiller Memorandum) (1966)
- Trunk to Cairo (1966)
- Good Times (1967)
- Rey de Africa (1967)
- The Jungle Book (1967) (veu)
- Warning Shot (1967)
- The Girl from Rio (1968)
- One Step to Hell (1969)
- The Best House In London (1969)
- The Body Stealers (1969)
- The Candy Man (1969)
- Thin Air (1969)
- The Night of the Assassins (1970)
- La carta del Kremlin (1970)
- Endless Night (1971)
- Doomwatch (1972)
- Psychomania (1972)

## Televisió
- Screen Directors Playhouse
- The George Sanders Mystery Theater
- What's My Line? 09/15/1957 (Episodi # 380) (Temporada 9, Ep 3)
- Voyage To The The Bottom Of The Sea
- The Rogues (1965)
- The Man From U.N.C.L.E. "The Gazebo in the Maze Affair" i "The Yukon Affair" (1965)
- Daniel Boone
- Batman "Mr. Freeze" (1966)
- Mission Impossible (1971; episodi "The Merchant"